# الباقي من الزمن ساعة (رواية)
الباقي من الزمن ساعة، رواية لنجيب محفوظ نشرت سنة 1986. كتب نجيب محفوظ هذه الراوية بعد رواية أمام العرش وظهرت في كتاب لأول مرة عام 1984، بعد وفاة السادات بثلاث سنوات، وهي تعد من أعمال نجيب السياسية التي تهتم بنقد الثورة مثلها في ذلك مثل اللص والكلاب وميرامار ومعظم أعمال السبعينات، إلا أن ثمة تشابه واضح بين هذه الراوية والثلاثية المشهورة.
تم تحويل الرواية إلى مسلسل من إنتاج التلفزيون المصري عام 1987. من إخراج هاني لاشين، وبطولة فريد شوقي و عزت العلايلي و حسين فهمي و مديحة يسري و فردوس عبد الحميد وآخرين.

## المحتوى
يتناول محفوظ في تلك الرواية عصور مصر السياسية المختلفة من وجهات نظر أبطاله المتباينة منذ الانصهار في الوفدية والثورة على الملكية مرورا بالناصرية والاشتراكية و ما صاحبها من آمال ومخاوف ثم النكسة والانكسار مرورا بموت الزعيم وتولى السادات الحكم وانتصار أكتوبر وهجوم شديد على عصر الانفتاح والغلاء الشديد الذي استفحل في البلاد.
الآلية الرئيسية التي لعبها نجيب محفوظ ببراعة في هذه الرواية هي القدرة على اتخاذ مؤشر الانحدار الجغرافي لمنطقة حلوان كرمز للانحدار التاريخي والقيمي والسلوكي والمجتمعي للوطن ككل، عبر سلسلة من المعارك والتحديات والتقلبات الوطنية والسياسية والاقتصادية والعسكرية.